# جنسیت‌محوری
جنسیت‌محوری (به انگلیسی: genderism) یا باینری‌محوری جنسیتی (به انگلیسی: gender binarism)، یک نظام اجتماعی یا باور فرهنگی است که طبق آن جنسیت باینری است، یعنی اینکه تنها دو جنسیت زن و مرد وجود دارد، یا باید وجود داشته باشد و جنبه‌های جنسیتی یک فرد به طور موروثی به جنس بیولوژیک هنگام تولد او مرتبط است و به طور غیرمنعطفی توسط زیست‌شناسی تعیین می‌شود. این جنبه‌ها ممکن است شامل انتظارات در مورد نحوهٔ لباس پوشیدن، رفتار، گرایش جنسی، نام‌ها/ضمایر، سرویس بهداشتی ترجیح داده شده، یا هر ویژگی نسبت‌داده‌شده به تجلی جنسیت هنگام تولد فرد، یعنی مردانگی یا زنانگی، شود. این انتظارات ممکن است نگرش منفی، سوگیری و تبعیض نسبت به افرادی که رفتارهایی ناشی از تنوع جنسیتی یا عدم انطباق با کلیشه‌های جنسیتی نشان می‌دهند، روا دارد و/یا افرادی که هویت جنسیتی ناهمخوان با جنس هنگام تولد‌شان دارند را تحت تأثیر قرار دهد. به عبارت دیگر، تبعیض نسبت به افرادی که خود را همسوجنس هویت‌یابی نمی‌کنند یا خود را همراستا با جنس ثبت شده در زمان تولد نمی‌دانند، متداول است.
جنسیت‌محوری ارتباط خاصی با افرادی دارد که در طیف تراجنسیتی قرار می‌گیرند و ایدئولوژی پشتیبان از تراجنسی‌هراسی و تراجنسی‌ستیزی است. به علاوه، بسیار شبیه به نحوهٔ شباهت تراجنسی‌هراسی با همجنسگراهراسی، گفته می‌شود که جنسیت‌محوری نیز شبیه به دگرجنس‌محوری است، که معتقد است دگرجنسگرایی، نسبت به گرایش‌های جنسی دیگر مانند همجنسگرایی، دوجنسگرایی، بی‌جنس‌گرایی و غیره، گرایش جنسی برتر یا ترجیح داده شده است. دگرجنسگراهنجاری، ایدئولوژی‌ای که دو جنسیت زن و مرد و دگرجنسگرایی را هنجارهای اجتماعی می‌داند، نیز به برساخت‌های خشک اجتماعی در مورد هویت جنسی و جنسیتی دامن می‌زند. جنسیت‌محوری، مانند دگرجنس‌محوری، وجود هویت‌های جنسیتی که در دو دستهٔ زن و مرد قرار نمی‌گیرند را انکار می‌کند یا نادیده می‌گیرد.